# La Flocellière
'La Flocellière era una comuna francesa situada en el departamento de Vandea, de la región de Países del Loira, que el 1 de enero de 2016 pasó a ser una comuna delegada de la comuna nueva de Sèvremont al fusionarse con las comunas de La Pommeraie-sur-Sèvre, Les Châtelliers-Châteaumur y Saint-Michel-Mont-Mercure.

## Demografía
| Gráfica de evolución demográfica de La Flocellière entre 1800 y 2014 |
|                                                                      |

Los datos demográficos contemplados en este gráfico de la comuna de La Flocellière se han cogido de 1800 a 1999 de la página francesa EHESS/Cassini, y los demás datos de la página del INSEE.